# Jumemiru Adolescence
A Jumemiru Adolescence (夢みるアドレセンス; rövidítve: JumeAdo) japán idolegyüttes, melyet 2012. június 4-én alapítottak.

## Diszkográfia

### Kislemezek
| 1                             | Hadzsimete no kagajaki (はじめての輝き)                                                   | 2012. augusztus 27. | CD     | ADCD–0001                                       | –  |
| 2                             | Jumemiru taijó/Adolescence (夢みる太陽/アドレセンス)                                      | 2013. január 20.    | CD     | ADCD–0002                                       | –  |
| 3                             | Mavaru szekai (マワルセカイ)                                                              | 2014. április 22.   | CD     | ADCD–0007 (A-kiadás: minden tag)                | 10 |
| 3                             | Mavaru szekai (マワルセカイ)                                                              | 2014. április 22.   | CD     | ADCD–0008 (B-kiadás: Ogino Karin)               | 10 |
| 3                             | Mavaru szekai (マワルセカイ)                                                              | 2014. április 22.   | CD     | ADCD–0009 (C-kiadás: Jamada Akari)              | 10 |
| 3                             | Mavaru szekai (マワルセカイ)                                                              | 2014. április 22.   | CD     | ADCD–0010 (D-kiadás: Sida Júmi)                 | 10 |
| 3                             | Mavaru szekai (マワルセカイ)                                                              | 2014. április 22.   | CD     | ADCD–0011 (E-kiadás: Kobajasi Rei)              | 10 |
| 3                             | Mavaru szekai (マワルセカイ)                                                              | 2014. április 22.   | CD     | ADCD–0012 (F-kiadás: Kjóka)                     | 10 |
| 4                             | Sómei Teenager (証明ティンエイジャー)                                                     | 2014. szeptember 9. | CD     | ADCD–0014 (A-kiadás: minden tag)                | 5  |
| 4                             | Sómei Teenager (証明ティンエイジャー)                                                     | 2014. szeptember 9. | CD     | ADCD–0015 (B-kiadás: Ogino Karin)               | 5  |
| 4                             | Sómei Teenager (証明ティンエイジャー)                                                     | 2014. szeptember 9. | CD     | ADCD–0016 (C-kiadás: Jamada Akari)              | 5  |
| 4                             | Sómei Teenager (証明ティンエイジャー)                                                     | 2014. szeptember 9. | CD     | ADCD–0017 (D-kiadás: Sida Júmi)                 | 5  |
| 4                             | Sómei Teenager (証明ティンエイジャー)                                                     | 2014. szeptember 9. | CD     | ADCD–0018 (E-kiadás: Kobajasi Rei)              | 5  |
| 4                             | Sómei Teenager (証明ティンエイジャー)                                                     | 2014. szeptember 9. | CD     | ADCD–0019 (F-kiadás: Kjóka)                     | 5  |
| Sony Music Associated Records |                                                                                           |                     |        |                                                 |    |
| 1                             | Bye Bye My Days                                                                           | 2015. március 18.   | CD+DVD | AICL–2835/6 (korlátozott példányszámú A-kiadás) | 7  |
| 1                             | Bye Bye My Days                                                                           | 2015. március 18.   | CD+DVD | AICL–2837/8 (korlátozott példányszámú B-kiadás) | 7  |
| 1                             | Bye Bye My Days                                                                           | 2015. március 18.   | CD     | AICL–2839 (korlátozott példányszámú C-kiadás)   | 7  |
| 1                             | Bye Bye My Days                                                                           | 2015. március 18.   | CD     | AICL–2840 (normál kiadás)                       | 7  |
| 2                             | Summer Nude Adolescence (サマーヌード・アドレセンス)                                      | 2015. július 15.    | CD+DVD | AICL–2913/4 (korlátozott példányszámú A-kiadás) | 7  |
| 2                             | Summer Nude Adolescence (サマーヌード・アドレセンス)                                      | 2015. július 15.    | CD     | AICL–2915 (korlátozott példányszámú B-kiadás)   | 7  |
| 2                             | Summer Nude Adolescence (サマーヌード・アドレセンス)                                      | 2015. július 15.    | CD     | AICL–2916 (korlátozott példányszámú C-kiadás)   | 7  |
| 2                             | Summer Nude Adolescence (サマーヌード・アドレセンス)                                      | 2015. július 15.    | CD     | AICL–2917 (korlátozott példányszámú D-kiadás)   | 7  |
| 2                             | Summer Nude Adolescence (サマーヌード・アドレセンス)                                      | 2015. július 15.    | CD     | AICL–2918 (korlátozott példányszámú E-kiadás)   | 7  |
| 2                             | Summer Nude Adolescence (サマーヌード・アドレセンス)                                      | 2015. július 15.    | CD     | AICL–2919 (korlátozott példányszámú F-kiadás)   | 7  |
| 2                             | Summer Nude Adolescence (サマーヌード・アドレセンス)                                      | 2015. július 15.    | CD     | AICL–2920 (normál kiadás)                       | 7  |
| 3                             | Mai Gene! (舞いジェネ!)                                                                   | 2016. január 20.    | CD+DVD | AICL–3031/2 (korlátozott példányszámú A-kiadás) | 4  |
| 3                             | Mai Gene! (舞いジェネ!)                                                                   | 2016. január 20.    | CD     | AICL–3033 (korlátozott példányszámú B-kiadás)   | 4  |
| 3                             | Mai Gene! (舞いジェネ!)                                                                   | 2016. január 20.    | CD     | AICL–3034 (korlátozott példányszámú C-kiadás)   | 4  |
| 3                             | Mai Gene! (舞いジェネ!)                                                                   | 2016. január 20.    | CD     | AICL–3035 (korlátozott példányszámú D-kiadás)   | 4  |
| 3                             | Mai Gene! (舞いジェネ!)                                                                   | 2016. január 20.    | CD     | AICL–3036 (korlátozott példányszámú E-kiadás)   | 4  |
| 3                             | Mai Gene! (舞いジェネ!)                                                                   | 2016. január 20.    | CD     | AICL–3037 (korlátozott példányszámú F-kiadás)   | 4  |
| 3                             | Mai Gene! (舞いジェネ!)                                                                   | 2016. január 20.    | CD     | AICL–3038 (normál kiadás)                       | 4  |
| 4                             | Osiete Schrödinger/Fantastic Parade (おしえてシュレディンガー/ファンタスティックパレード) | 2016. április 27.   | CD+DVD | AICL–3091/2 (korlátozott példányszámú A-kiadás) | 8  |
| 4                             | Osiete Schrödinger/Fantastic Parade (おしえてシュレディンガー/ファンタスティックパレード) | 2016. április 27.   | CD     | AICL–3093 (korlátozott példányszámú B-kiadás)   | 8  |
| 4                             | Osiete Schrödinger/Fantastic Parade (おしえてシュレディンガー/ファンタスティックパレード) | 2016. április 27.   | CD     | AICL–3094 (korlátozott példányszámú C-kiadás)   | 8  |
| 4                             | Osiete Schrödinger/Fantastic Parade (おしえてシュレディンガー/ファンタスティックパレード) | 2016. április 27.   | CD     | AICL–3095 (korlátozott példányszámú D-kiadás)   | 8  |
| 4                             | Osiete Schrödinger/Fantastic Parade (おしえてシュレディンガー/ファンタスティックパレード) | 2016. április 27.   | CD     | AICL–3096 (korlátozott példányszámú E-kiadás)   | 8  |
| 4                             | Osiete Schrödinger/Fantastic Parade (おしえてシュレディンガー/ファンタスティックパレード) | 2016. április 27.   | CD     | AICL–3097 (korlátozott példányszámú F-kiadás)   | 8  |
| 4                             | Osiete Schrödinger/Fantastic Parade (おしえてシュレディンガー/ファンタスティックパレード) | 2016. április 27.   | CD     | AICL–3098 (normál kiadás)                       | 8  |
| 5                             | Love for You                                                                              | 2016. július 27.    | CD+DVD | AICL–3140/1 (korlátozott példányszámú A-kiadás) | 10 |
| 5                             | Love for You                                                                              | 2016. július 27.    | CD     | AICL–3142 (korlátozott példányszámú B-kiadás)   | 10 |
| 5                             | Love for You                                                                              | 2016. július 27.    | CD     | AICL–3143 (korlátozott példányszámú C-kiadás)   | 10 |
| 5                             | Love for You                                                                              | 2016. július 27.    | CD     | AICL–3144 (korlátozott példányszámú D-kiadás)   | 10 |
| 5                             | Love for You                                                                              | 2016. július 27.    | CD     | AICL–3145 (korlátozott példányszámú E-kiadás)   | 10 |
| 5                             | Love for You                                                                              | 2016. július 27.    | CD     | AICL–3146 (korlátozott példányszámú F-kiadás)   | 10 |
| 5                             | Love for You                                                                              | 2016. július 27.    | CD     | AICL–3147 (normál kiadás)                       | 10 |
| 6                             | Otona jaraszete jo (大人やらせてよ)                                                       | 2016. november 23.  | CD+DVD | AICL–3230/1 (korlátozott példányszámú A-kiadás) | 13 |
| 6                             | Otona jaraszete jo (大人やらせてよ)                                                       | 2016. november 23.  | CD     | AICL–3132 (normál kiadás)                       | 13 |
| 6                             | Otona jaraszete jo (大人やらせてよ)                                                       | 2016. november 23.  | CD     | AICL–3233 (korlátozott példányszámú kiadás)     | 13 |
| 7                             | Koi no Effect Magic (恋のエフェクトMAGIC)                                                 | 2017. január 18.    | CD     | AICL–3257                                       | 12 |
| 8                             | Idol Race (アイドルレース)                                                                | 2017. január 18.    | CD     | AICL–3258                                       | 11 |
| 9                             | Lalalala Life (ララララ・ライフ)                                                          | 2017. július 19.    | CD+DVD | AICL–3365/6 (korlátozott példányszámú A-kiadás) | 12 |
| 9                             | Lalalala Life (ララララ・ライフ)                                                          | 2017. július 19.    | CD+DVD | AICL–3367/8 (korlátozott példányszámú B-kiadás) | 12 |
| 9                             | Lalalala Life (ララララ・ライフ)                                                          | 2017. július 19.    | CD     | AICL–3369 (normál kiadás)                       | 12 |
| 10                            | 20xx/Exceeeed!!                                                                           | 2017. november 15.  | CD+DVD | AICL–3423/4 (korlátozott példányszámú kiadás)   | 8  |
| 10                            | 20xx/Exceeeed!!                                                                           | 2017. november 15.  | CD     | AICL–3425 (normál kiadás)                       | 8  |
| 10                            | 20xx/Exceeeed!!                                                                           | 2017. november 15.  | CD     | AICL–3426 (korlátozott példányszámú kiadás)     | 8  |
| 11                            | Szakura (桜)                                                                              | 2018. március 14.   | CD+BD  | AICL–3500/1 (korlátozott példányszámú A-kiadás) |    |
| 11                            | Szakura (桜)                                                                              | 2018. március 14.   | CD+DVD | AICL–3502/3 (korlátozott példányszámú B-kiadás) |    |
| 11                            | Szakura (桜)                                                                              | 2018. március 14.   | CD     | AICL–3504 (normál kiadás)                       |    |

### Középlemezek
| #          | Cím                                     | Megjelenés         | Formátum | Katalógusszám                               | Oricon   |
| Happinet   | Happinet                                | Happinet           | Happinet | Happinet                                    | Happinet |
| ---------- | --------------------------------------- | ------------------ | -------- | ------------------------------------------- | -------- |
| 1          | Nakimusi Sniper (泣き虫スナイパ→)       | 2013. május 28.    | CD       | HMCH–1113 (A-kiadás)                        | 30       |
| 1          | Nakimusi Sniper (泣き虫スナイパ→)       | 2013. május 28.    | CD       | HMCH–1114 (B-kiadás)                        | 30       |
| 1          | Nakimusi Sniper (泣き虫スナイパ→)       | 2013. május 28.    | CD       | HMCH–1115 (C-kiadás)                        | 30       |
| 1          | Nakimusi Sniper (泣き虫スナイパ→)       | 2013. május 28.    | CD       | HMCH–1116 (D-kiadás)                        | 30       |
| Project TK |                                         |                    |          |                                             |          |
| 2          | Dzsundzsó Marionette (純情マリオネット) | 2013. november 26. | CD       | ADCD–0003 (korlátozott példányszámú kiadás) | 26       |
| 2          | Dzsundzsó Marionette (純情マリオネット) | 2013. november 26. | CD       | ADCD–0004 (A-kiadás)                        | 26       |
| 2          | Dzsundzsó Marionette (純情マリオネット) | 2013. november 26. | CD       | ADCD–0005 (B-kiadás)                        | 26       |
| 2          | Dzsundzsó Marionette (純情マリオネット) | 2013. november 26. | CD       | ADCD–0006 (C-kiadás)                        | 26       |

### Stúdióalbumok
| #          | Cím                            | Megjelenés         | Formátum   | Katalógusszám                                               | Oricon     |
| Project TK | Project TK                     | Project TK         | Project TK | Project TK                                                  | Project TK |
| ---------- | ------------------------------ | ------------------ | ---------- | ----------------------------------------------------------- | ---------- |
| 1          | Daiicsi sisunki (第一思春期。) | 2014. november 26. | CD         | ADCD–0021 (normál kiadás)                                   | 196        |
| 1          | Daiicsi sisunki (第一思春期。) | 2014. november 26. | DVD        | ADCD–0022 (csak az együttes weboldaláról rendelhető kiadás) | 196        |

### Válogatásalbumok
| #                             | Cím                           | Megjelenés                    | Formátum                      | Katalógusszám                                   | Oricon                        |
| Sony Music Associated Records | Sony Music Associated Records | Sony Music Associated Records | Sony Music Associated Records | Sony Music Associated Records                   | Sony Music Associated Records |
| ----------------------------- | ----------------------------- | ----------------------------- | ----------------------------- | ----------------------------------------------- | ----------------------------- |
| 1                             | 5                             | 2017. március 22.             | CD+Blu-ray                    | AICL–3280/1 (korlátozott példányszámú A-kiadás) | 17                            |
| 1                             | 5                             | 2017. március 22.             | CD+Blu-ray                    | AICL–3282/3 (korlátozott példányszámú B-kiadás) | 17                            |
| 1                             | 5                             | 2017. március 22.             | CD                            | AICL–3284 (normál kiadás)                       | 17                            |
| 1                             | 5                             | 2017. március 22.             | CD                            | AICL–3285 (korlátozott példányszámú kiadás)     | 17                            |

### Koncertfelvételek
| #                             | Cím                                                                                             | Megjelenés                    | Formátum                      | Katalógusszám                                 | Oricon                        |
| Sony Music Associated Records | Sony Music Associated Records                                                                   | Sony Music Associated Records | Sony Music Associated Records | Sony Music Associated Records                 | Sony Music Associated Records |
| ----------------------------- | ----------------------------------------------------------------------------------------------- | ----------------------------- | ----------------------------- | --------------------------------------------- | ----------------------------- |
| 1                             | Jumemiru Adolescence kagajake! JumeAdo Award 2014 (夢みるアドレセンス 輝け!夢アドアワード2014)  | 2015. március 25.             | Blu-ray+CD                    | AIXL–57/8 (korlátozott példányszámú kiadás)   | –                             |
| 1                             | Jumemiru Adolescence kagajake! JumeAdo Award 2014 (夢みるアドレセンス 輝け!夢アドアワード2014)  | 2015. március 25.             | DVD+CD                        | AIBL–9313/4 (korlátozott példányszámú kiadás) | –                             |
| 1                             | Jumemiru Adolescence kagajake! JumeAdo Award 2014 (夢みるアドレセンス 輝け!夢アドアワード2014)  | 2015. március 25.             | Blu-ray                       | AIXL–59                                       | 157                           |
| 1                             | Jumemiru Adolescence kagajake! JumeAdo Award 2014 (夢みるアドレセンス 輝け!夢アドアワード2014)  | 2015. március 25.             | DVD                           | AICL–9315                                     | –                             |
| 2                             | Jumetomo no va Tour 2015 haru at Nakano Sunplaza (＃ユメトモの輪ツアー2015春 at 中野サンプラザ) | 2015. augusztus 12.           | Blu-ray+CD                    | AIXL–60/1                                     | 85                            |
| 2                             | Jumetomo no va Tour 2015 haru at Nakano Sunplaza (＃ユメトモの輪ツアー2015春 at 中野サンプラザ) | 2015. augusztus 12.           | DVD+CD                        | AIBL–9323/4                                   | 287                           |
| 3                             | Jumetomo no mai Tour 2015 aki (＃ユメトモの舞ツアー2015秋)                                      | 2016. március 23.             | Blu-ray                       | AIXL–70/1                                     | 133                           |
| 3                             | Jumetomo no mai Tour 2015 aki (＃ユメトモの舞ツアー2015秋)                                      | 2016. március 23.             | DVD                           | AIBL–9343/4                                   | 243                           |